# Netiv ha-Asara
Netiv ha-Asara (hebrejsky נְתִיב הָעֲשָׂרָה, doslova „Cesta deseti“, v oficiálním přepisu do angličtiny Netiv HaAsara) je vesnice typu mošav v Izraeli, v Jižním distriktu, v Oblastní radě Chof Aškelon.

## Geografie
Leží v nadmořské výšce 46 metrů v pobřežní nížině, v regionu Šefela, nedaleko západního okraje pouště Negev. Rozkládá se na pomezí zemědělsky využívaných pozemků podél toku Nachal Šikma a písečných dun. Do Nachal Šikma zde od jihu ústí vádí Nachal Chanun. Severně od obce leží na Nachal Šikma umělá vodní nádrž Ma'agar Šikma.
Obec se nachází 6 kilometrů od břehu Středozemního moře, cca 59 kilometrů jihojihozápadně od centra Tel Avivu, cca 68 kilometrů jihozápadně od historického jádra Jeruzalému a 10 kilometrů jižně od města Aškelon. Netiv ha-Asara obývají Židé, přičemž osídlení v tomto regionu je etnicky převážně židovské. Mošav ovšem leží přímo na hranici s lidnatým pásmem Gazy obývaným palestinskými Araby.
Netiv ha-Asara je na dopravní síť napojen pomocí pobřežní dálnice číslo 4, která zde končí a vstupuje prostřednictvím hraničního přechodu Erez do prostoru pásma Gazy.

## Dějiny
Netiv ha-Asara byl založen v roce 1982. Už roku 1973 ale na nedalekém Sinajském poloostrově (toho času pod kontrolou Izraele) vznikla stejnojmenná židovská osada Netiv ha-Asara. Jméno dostala podle deseti vojáků izraelské armády kteří zemřeli roku 1971 při havárii vrtulníku nedaleko odtud. Původní sinajský mošav Netiv ha-Asara byl vystěhován v důsledku podpisu egyptsko-izraelské mírové smlouvy. Sedmdesát rodin ze zrušené osady se usadilo ve vlastním Izraeli, kde založili novou vesnici. Připojilo se k nim dalších 25 rodin z jiných evakovaných osad na Sinaji.
Místní ekonomika je založena na zemědělství, zejména pěstování zeleniny a květin v rozsáhlých skleníkových areálech. Provozuje se zde rovněž chov drůbeže. Od roku 1999 prošla vesnice stavebním rozšířením (70 nových stavebních parcel pro rodinné domy). Plánuje se další etapa stavební expanze. Zároveň se počítá v souvislosti s poklesem hospodářské role zemědělství s posilováním jiných odvětví, například turistického ruchu (projekt rekreačního a sportovního centra).
Vesnice je pro blízkost pásma Gazy opakovaným terčem raket Kassám, které jsou odpalovány z nedalekého pásma Gazy ovládaného hnutím Hamás. Například v březnu 2010 zde raketa zabila thajského zemědělského dělníka.

## Demografie
Podle údajů z roku 2014 tvořili naprostou většinu obyvatel v Netiv ha-Asara Židé (včetně statistické kategorie "ostatní", která zahrnuje nearabské obyvatele židovského původu ale bez formální příslušnosti k židovskému náboženství).
Jde o menší obec vesnického typu s dlouhodobě rostoucí populací. K 31. prosinci 2014 zde žilo 780 lidí. Během roku 2014 populace stoupla o 3,9 %.
| Rok            | 1983 | 1995 | 2001 | 2003 | 2004 | 2005 | 2006 | 2007 | 2008 | 2009 | 2010 | 2011 | 2012 | 2013 | 2014 |
| -------------- | ---- | ---- | ---- | ---- | ---- | ---- | ---- | ---- | ---- | ---- | ---- | ---- | ---- | ---- | ---- |
| Počet obyvatel | 344  | 482  | 625  | 635  | 648  | 660  | 704  | 749  | 757  | 666  | 669  | 706  | 744  | 751  | 780  |